# Vinko Puljić
Vinko Puljić (ur. 8 września 1945 w Priječani) – bośniacki duchowny rzymskokatolicki, arcybiskup metropolita sarajewski w latach 1991–2022, kardynał prezbiter od 1994, od 2022 arcybiskup senior archidiecezji sarajewskiej.

## Życiorys
Studiował w seminariach w Zagrzebiu i Djakovie. Po przyjęciu święceń kapłańskich (29 czerwca 1970 w Djakovie) został inkardynowany do diecezji Banja Luki; prowadził tam pracę duszpasterską, pełnił także funkcje w kurii diecezjalnej. Od 1978 wykładał w seminarium w Zadarze; ponownie w diecezji Banja Luka od 1987. W 1990 przeniesiony do Sarajewa, był wicerektorem seminarium, członkiem rady prezbiterów, promotorem powołań kapłańskich i zakonnych.
19 listopada 1990 został mianowany arcybiskupem Sarajewa (Vrhbosna), sakry udzielił mu w Watykanie 6 stycznia 1991 Jan Paweł II. W listopadzie 1994 ten sam papież wyniósł go do godności kardynalskiej, z tytułem prezbitera S. Chiara a Vigna Clara. Kardynał Puljić brał udział w sesjach Światowego Synodu Biskupów (m.in. w II sesji specjalnej dla Kościoła europejskiego w październiku 1999) oraz reprezentował Jana Pawła II na uroczystościach religijnych i rocznicowych w charakterze specjalnego wysłannika, m.in. na II Narodowym Kongresie Eucharystycznym Litwy w Kownie w czerwcu 2000. Pełni funkcje honorowe w Zakonie Maltańskim (Baliw Wielkiego Krzyża Honoru i Dewocji).
W latach 1995–2002 i 2005–2010 był przewodniczącym Konferencji Episkopatu Bośni i Hercegowiny.
29 stycznia 2022 papież Franciszek przyjął jego rezygnację z funkcji arcybiskupa Sarajewa.
Uczestnik konklawe 2005, konklawe 2013 i  konklawe 2025 roku.

## Odznaczenia
- Wielki Order Króla Dymitra Zwonimira (2022)[2]